# Gelson Cláudio
Gelson Cláudio (Braço do Norte, 15 de março de 1931 — Braço do Norte, 1 de dezembro de 1997) foi um político brasileiro.

## Vida
Filho de Ataíde Cláudio e de Isaltina Nunes Cláudio. Casou com Alvari Souza Cláudio. Pai de Moacir Ataíde Claudio, José Eduardo Claudio e Carla Claudio.

## Carreira
Foi prefeito municipal de Braço do Norte, de 31 de janeiro de 1983 a 1 de janeiro de 1989, filiado ao PMDB. Seu companheiro de chapa, eleito para o cargo de vice-prefeito, foi Guido Valcírio Niehues.
Morreu no Hospital Santa Terezinha de Braço do Norte. Foi sepultado no Cemitério Municipal de Braço do Norte.